# Herrdubbel i badminton vid olympiska sommarspelen 1996
Herrdubbeln i badminton vid olympiska sommarspelen 1996 i Atlanta vanns av  Indonesien. 

## Medaljtabell
| Klass          | Guld                                  | Silver                               | Brons                                      |
| Dubbel, herrar | Indonesien Rexy Mainaky Ricky Subagja | Malaysia Cheah Soon Kit Yap Kim Hock | Indonesien Antonius Ariantho Denny Kantono |

## Turneringen

### Första omgången
| Första rundan                                    | Första rundan        | Första rundan                                 |
| Vinnare                                          | Poäng                | Förlorare                                     |
| ------------------------------------------------ | -------------------- | --------------------------------------------- |
| Rexy Mainaky & Ricky Subagja (INA)               | ()                   | Bye                                           |
| Michael Søgaard & Henrik Svarrer (DEN)           | (15-11, 5-15, 18-15) | Kim Dong-moon & Yoo Yong-sung (KOR)           |
| Huang Zhanzhong & Jiang Xin (CHN)                | ()                   | Bye                                           |
| Peter Blackburn & Paul Straight (AUS)            | (15-3, 15-8)         | Stephan Beeharry & Eddy Clarisse (MRI)        |
| Rudy Gunawan & Bambang Suprianto (INA)           | ()                   | Bye                                           |
| Soo Beng Kiang & Tan Kim Her (MAS)               | (15-7, 15-3)         | Anil Kaul & Iain Sydie (CAN)                  |
| Pramote Teerawiwatana & Sakrapee Thongsari (THA) | ()                   | Bye                                           |
| Simon Archer & Chris Hunt (GBR)                  | (15-11, 15-12)       | Chan Siu Kwong & He Tim (HKG)                 |
| Andrey Antropov & Nikolai Zuyev (RUS)            | (18-13, 7-15, 15-4)  | Nick Ponting & Julian Robertson (GBR)         |
| Michael Helber & Michael Keck (GER)              | (15-8, 15-13)        | Peter Axelsson & Pär-Gunnar Jönsson (SWE)     |
| Jens Eriksen & Christian Jakobsen (DEN)          | (15-10, 17-14)       | Jaimie Dawson & Darryl Yung (CAN)             |
| Antonius Ariantho & Denny Kantono (INA)          | ()                   | Bye                                           |
| Ha Tae-kwon & Kang Kyung-Jin (KOR)               | (15-8, 15-5)         | Siripong Siripul & Khunakorn Sudhisodhi (THA) |
| Jon Holst-Christensen & Thomas Lund (DEN)        | ()                   | Bye                                           |
| Ge Cheng & Tao Xiaoqiang (CHN)                   | (15-2, 15-3)         | Darren Hall & Peter Knowles (GBR)             |
| Cheah Soon Kit & Yap Kim Hock (MAS)              | ()                   | Bye                                           |

### Åttondelsfinaler
| Åttondelsfinaler                        | Åttondelsfinaler      | Åttondelsfinaler                                 |
| Vinnare                                 | Poäng                 | Förlorare                                        |
| --------------------------------------- | --------------------- | ------------------------------------------------ |
| Rexy Mainaky & Ricky Subagja (INA)      | (15-10, 15-7)         | Michael Søgaard & Henrik Svarrer (DEN)           |
| Huang Zhanzhong & Jiang Xin (CHN)       | (15-7, 15-9)          | Peter Blackburn & Paul Straight (AUS)            |
| Soo Beng Kiang & Tan Kim Her (MAS)      | (18-13, 4-15, 15-6)   | Rudy Gunawan & Bambang Suprianto (INA)           |
| Simon Archer & Chris Hunt (GBR)         | (18-14, 15-11)        | Pramote Teerawiwatana & Sakrapee Thongsari (THA) |
| Andrey Antropov & Nikolai Zuyev (RUS)   | (15-1, 15-7)          | Michael Helber & Michael Keck (GER)              |
| Antonius Ariantho & Denny Kantono (INA) | (15-8, 15-12)         | Jens Eriksen & Christian Jakobsen (DEN)          |
| Ha Tae-Kwon & Kang Kyung-Jin (KOR)      | (15-11, 14-17, 15-11) | Jon Holst-Christensen & Thomas Lund (DEN)        |
| Cheah Soon Kit & Yap Kim Hock (MAS)     | (15-8, 15-2)          | Ge Cheng & Tao Xiaoqiang (CHN)                   |

### Kvartsfinaler
| Kvartsfinaler                           | Kvartsfinaler | Kvartsfinaler                         |
| Vinnare                                 | Poäng         | Förlorare                             |
| --------------------------------------- | ------------- | ------------------------------------- |
| Rexy Mainaky & Ricky Subagja (INA)      | (15-7, 15-7)  | Huang Zhanzhong & Jiang Xin (CHN)     |
| Soo Beng Kiang & Tan Kim Her (MAS)      | (15-5, 15-12) | Simon Archer & Chris Hunt (GBR)       |
| Antonius Ariantho & Denny Kantono (INA) | (15-5, 15-1)  | Andrey Antropov & Nikolai Zuyev (RUS) |
| Cheah Soon Kit & Yap Kim Hock (MAS)     | (18-17, 15-8) | Ha Tae-Kwon & Kang Kyung-Jin (KOR)    |

### Semifinaler
| Semifinaler                         | Semifinaler   | Semifinaler                             |
| Vinnare                             | Poäng         | Förlorare                               |
| ----------------------------------- | ------------- | --------------------------------------- |
| Rexy Mainaky & Ricky Subagja (INA)  | (15-3, 15-5)  | Soo Beng Kiang & Tan Kim Her (MAS)      |
| Cheah Soon Kit & Yap Kim Hock (MAS) | (15-10, 15-4) | Antonius Ariantho & Denny Kantono (INA) |

### Bronsmatch
| Bronsmatch                              | Bronsmatch          | Bronsmatch                         |
| Vinnare                                 | Poäng               | Förlorare                          |
| --------------------------------------- | ------------------- | ---------------------------------- |
| Antonius Ariantho & Denny Kantono (INA) | (15-4, 12-15, 15-8) | Soo Beng Kiang & Tan Kim Her (MAS) |

### Final
| Final                              | Final                | Final                               |
| Vinnare                            | Poäng                | Förlorare                           |
| ---------------------------------- | -------------------- | ----------------------------------- |
| Rexy Mainaky & Ricky Subagja (INA) | (5-15, 15-13, 15-12) | Cheah Soon Kit & Yap Kim Hock (MAS) |